# عمارت باغ نشاط
عمارت باغ نشاط یکی از آثار دیدنی و تاریخی شهر لار است که در داخل باغ نشاط واقع شده‌است. مساحت این عمارت ۱۳ در ۱۳۵ متر است و در قسمت شمالی پل عباسی واقع شده‌است. این عمارت از ساختمان‌های متعددی تشکیل یافته‌است که از آثار تاریخی دورهٔ صفویه محسوب می‌شوند. عمارت باغ نشاط پس از دورهٔ صفویه مرکز حکومت لار بوده‌است و هم‌اکنون به‌دلیل فرسودگی، نیازمند نگه‌داری می‌باشد.